# Лантперт фон Фрайзинг
Лантперт фон Фрайзинг (на немски: Lantpert von Freising, Lamber, Lantbert; * ок. 895 (?), Еберсберг; † 19 септември 957, Фрайзинг) от рода на графовете на Еберсберг, е от 937 до 957 г. епископ на Фрайзинг.

## Епископ на Фрайзинг
Според легендата през 937 г. чрез молитва Лантперт покрива с мъгла катедралата на Фрайзинг и така я запазва от разрушение от нахлулите унгарци. Фрайзинг получава по време на управлението му права да сече монети. През 952 г. той участва в имперския събор в Аугсбург.
Лантперт се чества в Бавария до днес като Светия на 18 септември и е представян в изкуството с агънце. В катедралата на Фрайзинг се намира подареният от него реликвиар.
Следващият епископ на Фрайзинг от 957 г. е Абрахам.

## Галерия
- Св. Лантперт
- Герб на Св. Лантперт